# 桑沢秋雄
桑沢 秋雄（くわざわ あきお、1959年7月22日 - ）は、福島県石川町出身の元自転車競技選手。

## 来歴
学校法人石川高等学校を経て、島野工業（シマノレーシング）に加入。
1984年のロサンゼルスオリンピックに出場。
- 団体追抜 11位
- ポイントレース 予選15位敗退